# 鏡海風雲

《鏡海風雲》是一部中國中央電視台製作，以澳門為背景的電視劇，2009年9月拍攝完成。2011年5月在四川峨嵋电影频道首播，同年9月5日在杭州生活频道播放。

## 劇情介紹
何明義和何明遠出身中醫世家。由於戰亂頻生，兩兄弟由決定離開香港，到澳門另謀出路。結果結識了出身自富裕家庭的兩位女子：傅文華和倪靜雅，兩兄弟分別對兩位女子動心，並且相愛。正當四人墮落愛河的時候，他們兒時的好友姜蘊麗又突然出現，令兩兄弟陷入兩難，他們分別愛上了富家女傅文華和倪靜雅，但另一方面卻認為自己辜負了姜蘊麗。他們五人陷入了複雜的情感糾葛之中...
何明義和何明遠經過了十年的時間，不斷在逆境之中努力。這十年間澳門經歷了很多不同重大的歷史事件（如貨幣緊缺、日軍封澳、全民請願、新中國成立等等），他們和澳門的人民在戰亂中掙扎永存，終於成為澳門的富家公子。正當二人享受榮華富貴之際，兩兄弟因理念不同和性格分歧而分裂。而五人的命運最終又會變成怎麼樣呢?

## 主要演員
| 演員   | 角色   | 職業／關係 |
| 张铎   | 何明义 |            |
| 叶静   | 何明远 |            |
| 黄曼   | 姜蕴丽 |            |
| 陈妍希 | 倪静雅 |            |
| 修宗迪 | 倪正良 |            |
| 午马   | 傅宝印 |            |
| 李子雄 | 徐幕白 |            |
| 冯千   | 六叔   |            |